# ニンテンドーDSiブラウザー
ニンテンドーDSiブラウザー（ニンテンドーディーエスアイブラウザー）は、任天堂開発・発売のウェブページを閲覧することができるニンテンドーDSiウェアである。オペラ・ソフトウェア社との共同開発。ニンテンドーDSブラウザーの後継。
このDSiウェアは、ニンテンドーDSiをインターネットに接続して、『ニンテンドーDSiショップ』よりダウンロードすることで利用可能となる。また、ニンテンドーDSiブラウザーの機能上、利用時にもインターネットに接続する必要がある。

## 概要
2008年11月1日のニンテンドーDSi発売と同時に配信開始されたニンテンドーDSiウェア。ダウンロード・使用料共に無料。2009年秋以降に出荷されているニンテンドーDSi及び、2009年11月21日発売のニンテンドーDSi LLには最初から本体に内蔵されている（消去可能）。
『ニンテンドーDSブラウザー』（以下DSブラウザー）に比べて通信速度や描画速度が速くなったほか、細かい点が変更されている。また、DSi本体のメインメモリの容量が増えたことによって、『DSブラウザー』で必須だったメモリー拡張カートリッジが不要になった。
DSブラウザーと同様、動画・音声・Adobe Flashの表示には対応していない｡
お気に入りには64件まで登録可能で、サイト閲覧履歴は24件まで保存可能(24件を超えたら古いものから自動削除される）。『DSブラウザー』とは異なり、サイト閲覧履歴・Cookieは電源を切っても保持される｡
なお、ニンテンドー3DSではダウンロードすることができず、ニンテンドーDSi/DSi LL本体からニンテンドー3DS本体への「ソフトとデータの引越し」で、『ニンテンドーDSiブラウザー』を引っ越しすることはできない。

## 仕様
- ブラウザエンジン：Opera 9.5[3]
- ユーザーエージェント
  - 2008年11月1日配信開始版：Opera/9.50（Nintendo DSi; Opera/446; U; ja）
  - 2009年7月29日配信開始版：Opera/9.50（Nintendo DSi; Opera/507; U; ja）
- プロトコル：http, https（SSL3.0, TLS1.0)[3]
- 対応形式：HTML, XHTML, CSS, ECMAScript, DOM, XMLHttpRequest, Canvas, WML, XSLT [3]
- Cookie：対応（本体保存可能)
- 対応画像形式：BMP, GIF, JPEG, PNG, ICO[3]
- ページ表示解像度
  - 通常表示の拡大画面：256×176ピクセル[3]
  - 通常表示の全体画面：768×528ピクセル[3]
  - タテ長表示：240×352ピクセル[3]
- 日本語入力システム：ATOK[3]
- お気に入り最大登録数：64個[3]